# Syscenus moana
Syscenus moana är en kräftdjursart som beskrevs av Bruce 2005A. Syscenus moana ingår i släktet Syscenus och familjen Aegidae. Inga underarter finns listade i Catalogue of Life.